# 小行星42747
小行星42747（42747 Fuser）是一颗绕太阳运转的小行星，为主小行星带小行星。该小行星于1998年9月21日发现。
該小行星以義大利作家，管風琴、鋼琴和作曲教授伊雷諾·福瑟（Ireneo Fuser）命名。

## 轨道参数
小行星42747的轨道半长轴为3.1383986 UA，离心率为0.151。